# 淳和院
淳和院（じゅんないん）は、平安京の右京四条二坊（現在の京都府京都市右京区）にあった淳和天皇の離宮・後院。後に源氏長者が奨学院（大学別曹）とともに別当を務めた。別名・西院（さい / さいいん）

## 歴史
建築された年代は不明であるが、淳和天皇の皇太弟時代の813年（弘仁4年）に実兄の嵯峨天皇が当時南池院と呼ばれていたここに行幸した。淳和天皇の即位後は離宮となり、833年3月22日（天長10年2月28日）にここで甥の正良親王（仁明天皇）への譲位を宣言した。これに先立って名を「淳和院」と改めた。淳和上皇は退位後にはここに皇太后となった正子内親王（淳和太后・嵯峨天皇の皇女）と暮らしていたが、7年後に崩御した。
さらに、承和の変によって上皇の遺児・恒貞親王が皇太子を廃されて淳和院に押し込められると、以後正子内親王・恒貞親王はここで静かに仏道修行に専念した。874年（貞観16年）の火災で一度は焼失するが、再建後に正子内親王はここを、当時朝廷の仏教政策で正式な僧侶になることが出来なかった尼のために、尼寺とした。正子内親王の死後の882年1月4日（元慶5年12月11日）、朝廷は恒貞親王の要望を受けてここに公卿別当を設置して淳和院と嵯峨上皇・檀林皇后・淳和太后（正子内親王）の陵墓、そして嵯峨上皇ゆかりの大覚寺と檀林皇后ゆかりの檀林寺の管理を行わせることとした。これを命じられた公卿を淳和院別当（じゅんないんべっとう）という。
嵯峨上皇は、最初の源氏である嵯峨源氏の祖であることから、次第に淳和院別当の職と源氏が結び付けられて考えられるようになっていった。1140年（保延6年）に村上源氏の源氏長者源雅定が淳和院と奨学院別当を兼務して以後、淳和院別当・奨学院別当は源氏長者を兼ねる慣例が生まれて明治維新まで継承された。当初は村上源氏でも嫡流とされた久我家・中院家から源氏長者が出され、稀に人がいないとの理由でその庶流から出される例があった。しかし、1383年（永徳3年/弘和3年）に清和源氏の嫡統を嗣いだと称する足利氏の室町幕府将軍義満が源氏長者に任じられ、同時に淳和院と奨学院の別当を兼ねて、以後しばらく室町幕府将軍が別当を務めた。室町幕府に明応の政変が起きると再び村上源氏が源氏長者とともに別当を継承するようになった。その一方、実質的には応仁の乱以後は戦乱による京都の混乱に伴って淳和院は廃絶していたと考えられており、淳和院別当は名目だけの肩書きであったとされている。やがて、戦国時代を終息させた徳川家康が征夷大将軍の宣下を受けた際に源氏長者と淳和院・奨学院別当を兼務すると、それ以後は両院の別当職が江戸幕府の歴代将軍に引き継がれることになった。

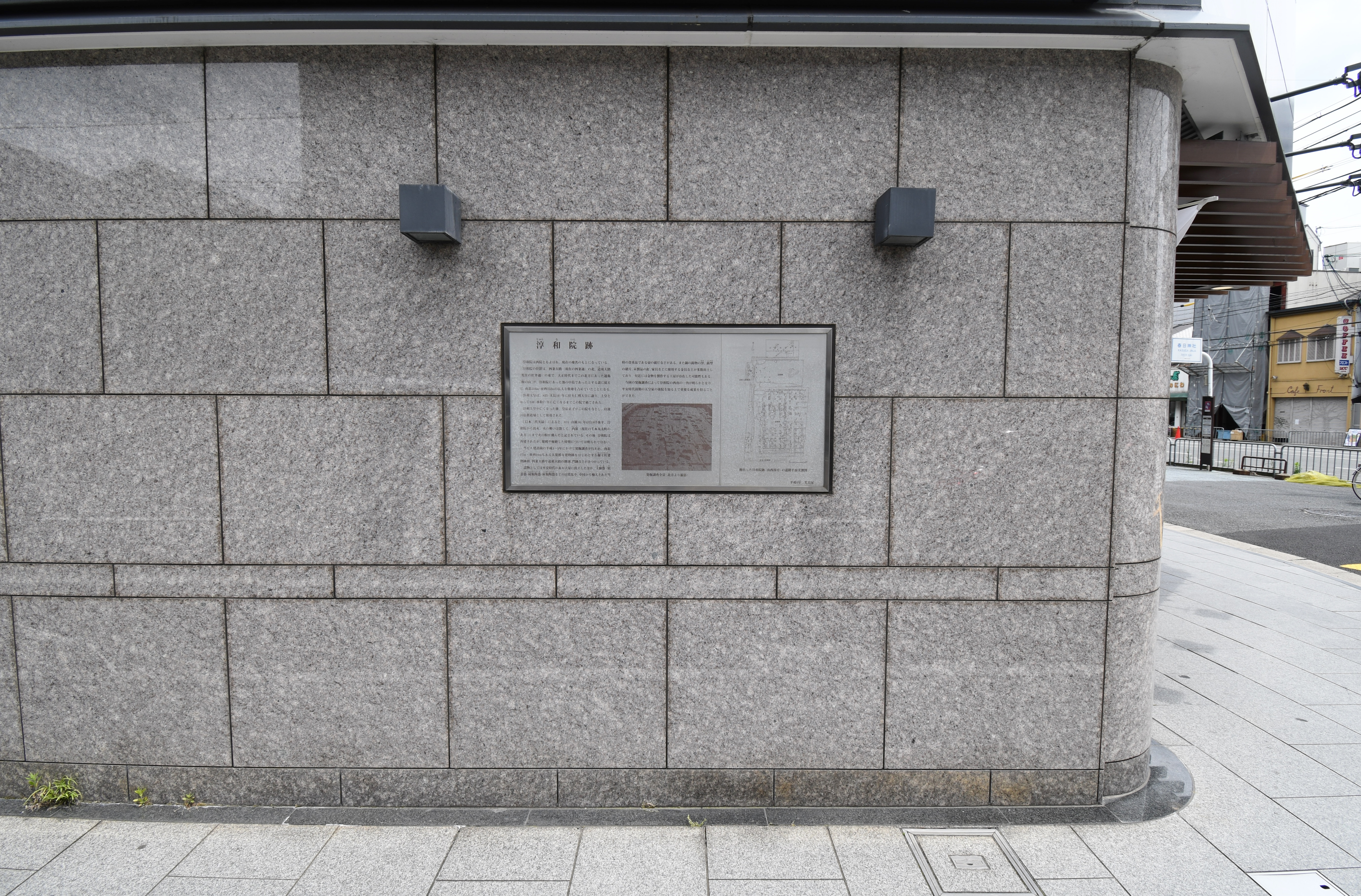
淳和院跡地付近

一帯には、明治に西院村が設置されたが、昭和初期に京都市右京区に編入され、西院の名は町名や駅名（西院駅）として残る。西院高山寺町にある日照山高山寺の門前には淳和院跡の碑が建てられている。

## 発掘
1927年（昭和2年）に淳和院遺構が発掘され、多数の瓦や土器の欠片が発掘された。